# Light novel
As light novels (ライトノベル, raito noberu, lit. romance(s) leve(s)) são romances ilustrados geralmente no estilo anime/mangá, compilados de revistas ou sites na internet. A expressão light novel é um wasei-eigo, termo japonês que é formado por palavras da língua inglesa. Light novels também são chamadas de ranobe (ラノベ) ou rainobe (ライノベ) para encurtar.
As light novels são publicadas a princípio como folhetins, geralmente publicados em revistas ou na internet para depois serem lançadas encadernadas em livros. Com a proliferação do hábito da leitura no Japão, as light novels cresceram para as mais variadas formas de publicação, desde os tradicionais folhetins em jornais, passando por revistas literárias como Gekkan Dragon Magazine, The Sneaker e Dengeki HP, ou revistas como Comptiq e Dengeki G's Magazine, com o avanço da tecnologia passaram a ser comuns na internet, tanto em sites profissionais quanto em blogs e até chegaram a lançar light novels para celular.
Um capitulo de Light novel geralmente tem em torno de 5000 a 7000 palavras. Quando completa o suficiente para se publicar um livro geralmente a marca de 40.000 palavras, se lança uma compilação geralmente de 5 capítulos por volta de 200 paginas. Não é uma regra absoluta, Alguns títulos tem marcas diferentes como 70.000 palavras por exemplo e acabam tendo muitos capítulos.
Nos últimos anos muitas light novels para adolescentes e jovens adultos têm sido adaptadas para outros meios, ganhando versões em mangá, anime, cinema e seriados para TV (Jdrama).
Um exemplo de light novels é a série Read or Die escrita por Hideyuki Kurata. Read or Die teve tanto versões em mangás quanto uma série em OVA e mais tarde uma em anime. A série em anime R.O.D the TV chegou a ser exibida no Brasil no canal pago Animax. Outro bom exemplo de light novel é a série Kara no Kyoukai escrita por Kinoko Nasu do grupo e empresa Type-Moon. Teve várias adaptações para cinema, contendo 7 filmes e atualmente uma versão mangá que está sendo exibida.

## Detalhes
Light novels são uma evolução das revistas pulp. Para agradar o seu público, na década de 1970, a maioria das revistas pulp japonesas, que já havia mudado a partir do estilo clássico para as capas em estilo mangá, começou a colocar ilustrações no início de cada história e incluir artigos sobre filmes populares, animes e video games. O conteúdo também se tornou influenciado por filmes populares como Star Wars.
É complicado explicar a diferença entre algumas light novels para a literatura tradicional japonesa, sendo que muito do estilo se perde na tradução.
Uma das principais características da maioria dos light novels é exatamente o fato de serem "romances rápidos" e de fácil leitura, por isso se evitam o uso de kanji de nível avançado. O texto é composto de hiragana e katakana e os poucos kanji são no máximo de nível colegial e sempre acompanhados de furigana.
Além de uma linguagem mais moderna e gírias, alguns escritores preferem inventar novas aplicações para o furigana, que são de pouco uso.
A escrita simples não é uma obrigação, existem light novels adultos com kanjis dificeis de serem lidos.
Outras características presentes nas light novels que podem ser traduzidas para as línguas ocidentais são linguagem simples e coloquial, parágrafos curtos, descrições simples e rico uso de diálogos. O efeito de todas essas características em geral é para proporcionar uma leitura mais ágil.

## No Brasil
O mercado de light novels no Brasil anda a passos rasos. Cavaleiros do Zodíaco – Gigantomaquia foi a primeira light novel traduzida e publicada no Brasil - em 2004 pela editora Conrad. Desde então, a vinda de franquias de livros deste gênero ao Brasil ocorreu de forma esporádica.
Atualmente, as principais editoras que traduzem e publicam light novels são NewPOP, JBC e Panini - todas especializadas na tradução de mangás -, muito embora sejam escassas as séries em publicação. Não é incomum que a publicação brasileira das obras seja pausada por longos períodos de tempo, ou mesmo canceladas.